# Ozero Mjortvoje
Ozero Mjortvoje (ryska: Озеро Мёртвое) är en sjö i Belarus. Den ligger i voblasten Hrodna voblast, i den nordvästra delen av landet, 110 km nordväst om huvudstaden Minsk. Ozero Mjortvoje ligger 136 meter över havet. Arean är 0,20 kvadratkilometer. Den sträcker sig 0,7 kilometer i nord-sydlig riktning, och 0,6 kilometer i öst-västlig riktning.
I omgivningarna runt Ozero Mjortvoje växer i huvudsak barrskog. Runt Ozero Mjortvoje är det ganska glesbefolkat, med 42 invånare per kvadratkilometer.